# Støttrup (Hvilsom Sogn)
 For alternative betydninger, se Støttrup. (Se også artikler, som begynder med Støttrup)
Støttrup ligger imellem Aalestrup og Møldrup. Støttrup ligger i Hvilsom Sogn, men i modsætning til det øvrige sogn ligger Støttrup ikke i Mariagerfjord Kommune, men i Viborg Kommune.
Området havde indtil 1950 egen skole, hvorefter den blev nedlagt. I dag er bygningen lavet om til et udslusningshjem kaldet Støttruphus, der er særlig henvendt til unge og midaldrende, der har problemer med rusmidler. Efter 1950 skulle områdets børn gå i skole i Hvam. Hvam er en lille by 2 kilometer fra Støttrup. Skolen i Hvam lukkede dog i 2006, og sidenhen har områdets børn gået i Møldrup, Aalestrup, Fristrup, Hvilsom eller Bjerregrav skole. Foruden skole har der også været smed, torv og gårde.